# Nazionale maschile di rugby a 15 della Cecoslovacchia
La nazionale di rugby XV della Cecoslovacchia rappresentava la Cecoslovacchia nel rugby a 15 in ambito internazionale.

## Nazionali sorte dopo lo scioglimento della Cecoslovacchia
- Rep. Ceca
- Slovacchia